# Consorzio Acqua Potabile
Consorzio Acqua Potabile è un gruppo di rock progressivo italiano della zona di Novara, nato nel 1971 e ancora in attività. Come successe ad altri gruppi italiani degli anni settanta (per esempio Il Castello di Atlante), Consorzio Acqua Potabile riuscì a pubblicare il primo album solo negli anni novanta (periodo del revival del progressive rock e della nascita di etichette discografiche specializzate nel settore).

## Storia
Il gruppo nacque nel 1977 a Boffalora sopra Ticino (MI) ma venne riscoperto solo negli anni novanta dall'etichetta milanese Kaliphonia che pubblicò un CD con le registrazioni di un live del 1977. Con la riscoperta del live del 1977 la formazione si riunì con quattro dei cinque componenti originali.
Durante la sua attività negli anni settanta il gruppo realizzò per il teatro anche un'"opera prog" dal titolo Gerbrand che però non venne mai registrata.
L'ispirazione musicale del gruppo era data da complessi come Banco del Mutuo Soccorso e Premiata Forneria Marconi

## Formazione

### Formazione attuale
- Maurizio Mercandino - voce
- Silvia Carpo - cori/flauti dolci
- Giovanni Di Biase - tastiere
- Massimo Gorlezza - chitarra
- Chicco Mercandino - chitarra
- Maurizio Mussolin - batteria
- Luigi Secco - basso
- Maurizio Venegoni - tastiere

### Formazioni passate
Negli anni settanta la formazione comprese Bollea (che era anche la voce del gruppo), Venegoni, Gorlezza, Giancarlo Morani (basso) e Pippo Avondo (batteria).
Dal 1993 al 1998 la formazione comprese Paul Rosette (voce), Bollea, Venegoni, Gorlezza, Riccardo Roattino (chitarra) e Avondo
Dal 1998 al 2006 la formazione comprese Luca Bonardi (batteria)

## Discografia
- 1993 - Sala Borsa live '77 (Kaliphonia)
- 1993 - Nei gorghi del tempo (Kaliphonia)
- 1998 - Robin delle stelle (Kaliphonia)
- 2003 - Il bianco regno di Dooah (RBN)
- 2014 - Il Teatro delle ombre (70DNFT)
- 2016 - Coraggio e mistero (BWR)